# Krugoswiet
Krugoswiet (ros. Кругосвет) – rosyjskojęzyczna encyklopedia powszechna, poruszająca tematy z szeregu różnych dziedzin wiedzy, zebrane w ośmiu superkategoriach i 27 podkategoriach. Jest aktualizowana sześć razy w roku. Zawiera ponad 15 mln słów, ponad 600 map aktualnych i historycznych oraz 10 tys. ilustracji, rysunków i wykresów. Celem projektu jest udostępnienie obiektywnych, nieideologicznych i łatwo dostępnych danych dla wglądu badawczego i innych celów.
Encyklopedia „Krugoswiet” jest dostępna na płycie CD-ROM oraz w wydaniu internetowym (krugosvet.ru).